# Hetényi Varga Károly
Hetényi Varga Károly (Hosszúhetény, 1932. október 7. – Pécs, 2002. január 2.) író, fordító, tanár, a nyilas és kommunista rezsimek alatti egyházi ellenállás feltárásának szimbolikus alakja. Varga Károly volt az eredeti neve, a Hetényi előnevet szülőhelyére utalásként vette fel a nevébe.
Anyagi gondokkal, betegséggel, rendőri zaklatással küszködött, az elismerés munkájáért élete alkonyán érkezett. Munkájához a magyar egyháztól sem kapott anyagi vagy erkölcsi támogatást. Feleségével beutazták a Kárpát-medencét, az 1980-as években sokat kockáztatva, hogy a történelmi Magyarország magyar határokon kívülre került területein is adatokat gyűjtsön az üldöztetést szenvedett egyháziakról.
Írásai 2010 üldözöttnek állítottak emléket.

## Családja, tanulmányai
Édesanyja szülésznő volt a kelet-mecseki Hosszúhetényben. Édesapja bányában dolgozott, később a szomszédos Pécsvárad hadkiegészítő parancsnokságának parancsnoka volt tiszthelyettesként. Sok helyi sváb fiatalembert hívatott be a magyar hadseregbe, akiknek így nem a Volksbundban kellett szolgálniuk. Orosz hadifogságban halt meg 1945 szeptemberében.
Varga Károly Hosszúhetényben, majd Pécsváradon végezte az elemi iskolát, majd tízéves korától a pécsi Pius Főgimnáziumba járt a jezsuitákhoz. Miután államosították az iskolát, 1949-ben kicsapták, mert nem tapsolt Rákosi Mátyás kommunista diktátornak és nem volt hajlandó aláírni a Mindszenty József bíboros letartóztatását követelő ívet. 1951-ben a jóindulatú igazgatónak köszönhetően mégis leérettségizhetett a Nagy Lajos Gimnáziumban.
A pécsi Pedagógiai Főiskolán 1956-ban magyar-, később némettanári oklevelet szerzett. Ekkor már tébécés volt, jobb oldali tüdejét emiatt 1959-ben el is távolították. A papi pályáról a betegség miatt kellett lemondania, amit egy cserkésztáborban szerzett 
Kárászon, ahová hosszúhetényi gyerekeket vezetett 1951 nyarán. A cserkészet ekkor már évek óta be volt tiltva.

## Pályája
Tanítani Komlón kezdett, a Gesztenyési Általános Iskolában. 1957. június 7-én a politikai rendőrség a lakásán házkutatást tartott és le is tartóztatták, miután szemet szúrt, hogy a pedagógus és családja vasárnapi misékre jár. Mint veszélyes irodalmat, a rendőrök magukkal vittek többek közt két kéziratos könyvfordítást: Fernand Lelotte belga jezsuita imakönyvét és Inge Scholl A fehér rózsa című könyvét a hitleri rendszerrel szembeszálló fiatalokról. Még egy ideig taníthatott, de 1958-ban főnökei betegségére hivatkozva felszólították, hogy vonuljon rokkantnyugdíjba. Ettől kezdve németórák adásából tartotta el családját.
Az egyházi ellenállás atmoszférájában született írásai 1968-tól jelentek meg, kezdetben az Új Emberben és a Vigiliában.
Miután a börtönből kijött, volt, ahol be sem engedték a püspökségre vagy a plébániára.
A Kossuth Rádió Tanúim lesztek című katolikus adásában így vallott arról, hogyan ébredt fel benne az érdeklődés az üldöztetést szenvedett egyháziak sorsa iránt: „A 60-as évek végén Buchenwaldban a koncentrációs táborban jártam és egy kiállítás arcképcsarnokában láttam, hogy katolikus és protestáns lelkész képét is kiállították, akik ott raboskodtak. Tanártársaimtól gyakran hallottam ezt az elmarasztaló kifejezést, hogy a te fasiszta egyházad. Megfogalmazódott bennem a gondolat, hogyha itt Németországban ennyi egyházi személy részt vállalt az üldöztetésben, akkor nem lehet az én egyházam sem fasiszta. Feltettem magamban, hogyha hazamegyek, legalább egy papot keresek, aki szembeszállt a nácizmussal. És találtam, és megírtam a Baranyaszentgyörgyön élő Uhl Antal történetét, aki Franciaországban volt a magyarok lelkésze, és akit azért tartoztattak le, mert gyakran utazott haza Magyarországra, hogy iratokat csempésszen ki az ott élők részére. Így sokakat megmentett az elhurcolástól. Erre levelek tömege érkezett, hogy ők is tudnak valakiről, aki szintén embermentő tevékenységet folytatott, vagy éppen része volt az embermentésben. Így lassan-lassan e téma foglyává váltam.”
Az Uhl Antalról szóló cikk 1970-ben jelent meg a Magyar pap a francia ellenállási mozgalomban címmel az Új Emberben. (1980-ban hosszabb, tanulmány alakban a Vigiliában is.) Ezután sorban következtek a cikkek, a zsidókat mentő lelkészről, Kállo esperesről, Salkaházi Sára szociális testvérről, Benkő István dachaui fogolyról, Egyed András piarista lelkészről.
Egy egész könyvre való anyag már az 1970-es évek végén, az 1980-as évek elején elkészült, de egy kiadó sem vállalta a könyv megjelentetését. „Senkinek sem volt érdeke, hogy ezek a dolgok felszínre kerüljenek, hiszen beszélni is alig volt szabad róluk. Nehezen nyíltak meg a visszaemlékezők is, sokan féltek a következményektől, de az egyházi levéltárakba is nehéz volt a bejutás, nemigen engedélyezték a kutatást,” - írta később felesége.
Az Ecclesia kiadásában végül 1985-ben jelent meg az Akiket üldöztek az igazságért című könyv. 1999-től jelent meg a Lámpás Kiadónál a Papi sorsok a horogkereszt és a vörös csillag árnyékában három kötete.

### Külföldi tanulmányútjai
Külföldön először Erdélyben kutatott, 1976-ban. 1981 után járt Burgenlandban, Bécs-ben és több helyen az NSZK-ban. Bonnban a Politisches Archiv des Auswärtigen Amtesben kutatott, Koblenzban a Bundesarchivban, Münchenben az Institut für Zeitgeschichtében, és kutatott a dachaui koncentrációs táborban is. Egy-egy útja 2-3 hónapig tartott. Pénze nem volt, papok apácák fogadták be.
Az 1980-as évek végétől Erdélyben, Kárpátalján már nagy tisztelettel fogadták, Beszélgetés a Mesterrel című 1982-ben kiadott imakönyve addigra ismertté vált. Tempfli püspök, Jakubinyi érsek látta vendégül többször is. A szlovák püspökök azonban nem fogadták barátsággal (a felvidéki magyar papok azonban igen).

## Magánélete
1960-ban házasodott meg, Varga Borbála ápolónőt vette el. Két fiuk van - Péter Pius (1961) és Károly József (1962) - és tizenegy unokájuk.

## Hagyatéka
Gyűjtése - 17 iratfolyóméternyi, óriási anyag - a Ciszterci Nővérek Boldogasszony Háza Monostor Egyháztörténeti Intézetébe került. Több száz magnófelvétel és rengeteg fényképnegatív tartozik hozzá. Lénárd Ödön atya és utóda, Tímár Ágnes CD-re másolta a hanginterjúkat és rendszerezte a fotóanyagot.

## Művei
- Beszélgetés a Mesterrel (imakönyv)
- 1985 - Akiket üldöztek az igazságért
- 1992-től: Papi sorsok a horogkereszt és a nyilaskereszt árnyékában I-III.[4]
- 1999 - Hetényi Varga Károly: Szerzetesek a horogkereszt és a vörös csillag árnyékában I.
- Elfelejtett hitvallónk. A kilencvenéves Lénárd Ödön köszöntése; Pro Domo, Pécs, 2001
- 2002 - Szerzetesek a horogkereszt és a vörös csillag árnyékában II. ISBN 9637593497 (A második kötet csak valamivel több, mint kétharmad rézben készült el, de a szerző akaratának megfelelően halála után kiadták.)
- Az 1945 utáni magyar katolikus egyháztörténet új megközelítései; szerk. Varga Szabolcs, Vértesi Lázár; Pécsi Püspöki Hittudományi Főiskola Pécsi Egyháztörténeti Intézete, Pécs, 2007 (Seria historiae dioecesis Quinqueecclesiensis)

## Elismerései
- Petőfi Sándor Sajtószabadság díj (Magyar Újságírók Közössége)
- A Magyar Újságírók Közössége Petőfi Sándor Sajtószabadság díja (2001. március 15-én).
- A Magyar Katolikus Püspöki Konferencia Pro Ecclesia Hungariae díja (posztumusz, 2007. június 7-én)
- Magyar Örökség Díj

## Emlékezete
Egykori pécsváradi lakóházának falán 2005-ben emléktáblát helyeztek el. 2012-ben hosszúhetényi szülőházán (Fő utca 76.) is emléktáblát helyeztek el.
Halála ötödik évfordulójára az Állambiztonsági Szolgálatok Történeti Levéltár, a Lénárd Ödön Közhasznú Alapítvány és a Pécsi Egyháztörténeti Intézet tudományos emlékülést szervezett.